# Cratere Gerin
Gerin è un cratere sulla superficie di Giapeto.